# Мадрі
Мадрі (санскр. माद्री) — героїня давньоіндійського епосу «Магабгарата», царівна королівства Мадра і друга дружина царя держави Кауравів Панду.
Одного разу, коли у царя Панду вже була дружина Кунті, здобута ним на сваямварі, його дядько Бхішма вирушив до царя мадрів, чия дочка славилася своєю красою. Бхішма купив чарівну Мадрі за величезне багатство. Разом з Кунті, першою дружиною Панду, Мадрі вірно служила своєму чоловікові в період його самітницького життя в лісі. Через нависле над Панду прокляття, Мадрі, також як і Кунті, не могла принести йому потомства. Однак, з благословення мудреця Дурваси, Кунті отримала можливість зачати трьох з п'яти Пандавів (Юдгіштгіру, Бгіму і Арджуну), викликавши до себе різних богів за допомогою особливої мантри з Атхарва-веди. Потім Кунті, після наполегливих умовлянь Панду, неохоче дозволила скористатися мантрою Дурваси також і Мадрі. Хитра Мадрі викликала богів-близнюків Ашвінів і зачала від них двох синів, близнюків Накулу і Сахадеву. Коли вона через чоловіка намагалася ще раз отримати від Кунти чарівне заклинання, та рішуче відмовила: вона не хотіла, щоб молодша дружина зрівнялася з нею за кількістю дітей. Одного разу Панду дуже забажав Мадрі, забувши про прокляття. Смерть тут же вразила царя, і Мадрі вчинила саті на похоронному багатті свого чоловіка, переконавши Кунті, що це вона (Мадрі) винна в смерті чоловіка. Після смерті Мадрі вихованням усіх п'яти Пандавів зайнялася Кунті, і її улюбленцем завжди залишався наймолодший з Пандавів Сахадева.